# Gérard Desanghere
Gérard Desanghere (* 16. November 1947 in Diksmuide; † 17. April 2018 in Roosdaal) war ein belgischer Fußballspieler.

## Karriere

### Vereine
Aus der Jugendmannschaft des RSC Anderlecht hervorgegangen, rückte Desanghere zur Saison 1969/70 in die Erste Mannschaft auf und bestritt seine ersten neun Saisonspiele, in der Folgesaison 14 Saisonspiele in der Division 1A, der höchsten Spielklasse im belgischen Fußball. Während seiner Vereinszugehörigkeit nahm er mit dem Verein zweimal am Wettbewerb um den Messestädte-Pokal teil. 1969/70 bestritt er sechs Spiele, jeweils die in Hin- und Rückrunde ausgetragenen Viertel-, Halb- und -Finalbegegnungen mit Newcastle United, Inter Mailand und FC Arsenal. Gegen Letzteren gewann er mit seiner Mannschaft zunächst mit 3:1, doch die 0:3-Niederlage im Rückspiel reichte nicht zum Pokalerfolg. In der 13. und letzten Ausspielung des Wettbewerbs bestritt er fünf Spiele, bevor er mit seiner Mannschaft im Achtelfinalrückspiel gegen Vitória Setúbal und auch erst mit 1:3 n. V. aus diesem ausgeschieden ist. Im Mai/Juni zuvor kam er auch in fünf von sechs Spielen der Gruppe A2 des Intertoto-Cup-Wettbewerbs zum Einsatz.
Nach Brüssel gelangt, spielte er anschließend bis 1973 für den Ligakonkurrenten Royal Racing White. Von 1973 bis 1979 spielte er für den Nachfolgeverein RWD Molenbeek, der aus einer Fusion des Royal Racing White mit dem erfolgreicheren Daring Molenbeek hervorgegangen war; allesamt Vorgängervereine des im Jahr 2014 aufgelösten FC Brüssel. Für beide Brüsseler Vereine bestritt er insgesamt 22 internationale Pokalspiele (4 × Europapokal der Landesmeister, 17 × UEFA-Pokal, 1 × Intertoto-Cup).
Es folgten vier Jahre bei Eendracht Aalst (1979 bis 1983) in der Division 1B und eine Saison für die Verbroedering Denderhoutem in der viertklassigen Promotion A.

### Nationalmannschaft
Desanghere bestritt für die A-Nationalmannschaft einzig das am 18. November 1973 in Amsterdam ausgetragene Qualifikationsspiel der Gruppe 3 für die Weltmeisterschaft 1974, das gegen die Nationalmannschaft der Niederlande torlos endete; dabei wurde er in der 77. Minute für Gilbert Van Binst eingewechselt.

## Erfolge
- Belgischer Meister 1975 (mit RWD Molenbeek)